# Okrouhlice
Okrouhlice är en ort i Tjeckien.   Den ligger i regionen Vysočina, i den centrala delen av landet, 90 km sydost om huvudstaden Prag. Okrouhlice ligger 409 meter över havet och antalet invånare är 1 210.
Terrängen runt Okrouhlice är huvudsakligen platt, men åt sydväst är den kuperad. Okrouhlice ligger nere i en dal. Runt Okrouhlice är det ganska tätbefolkat, med 207 invånare per kvadratkilometer. Närmaste större samhälle är Havlíčkův Brod, 6,9 km öster om Okrouhlice. Trakten runt Okrouhlice består till största delen av jordbruksmark.